# Häxprocessen i Wertheim
Häxprocessen i Wertheim var en häxprocess som ägde rum i grevedömet Löwenstein-Wertheim mellan 1628 och 1634 och resulterade i avrättningen av omkring 227 personer. Den tillhörde den våg av masshäxprocesser som spred sig i sydvästra och centrala Tyskland vid just denna tid.
Wertheim tillhörde den protestantiska grenen av grevelinjen Löwenstein-Wertheim. Den politiska och religiösa situationen i området var dock instabil. Den närliggande staden Freudenberg hade även den tillhört samma gren fram till 1612, då den tillföll det katolska biskopsstiftet Würzburg, vars regent, Julius Echter von Mespelbrunn, förklarade att 1611 års pest var Guds straff för stadens protestantism, återinförde katolicismen och iscensatte en häxprocess som 1616-17 ledde till 50 personers död. Under det följande trettioåriga kriget skiftade den katolska och protestantiska grenen av grevesläktens makt fram och tillbaka över området.
Julen 1628 lämnade tretton medborgare fram en petition till grevarna där de yrkade på att en häxprocess skulle utföras i staden, efter exempel från Würzburg och Bamberg. De bad om att alla de som av rykten och skvaller utpekades för häxeri skulle undersökas, både för Guds skull och för att rädda staden undan Guds straff, och uttryckte en oro för sina barn, som "till och med utan detta gift föredrar ondska framför godhet."  Efter att undersökningen hade inletts angavs 15 personer som häxor av de två sönerna (5 och 9 år) till sotaren
Barthol Klein; deras farmor/mormor angav in sin tur 33 personer, och i slutet av samma månad var 86 personer utpekade för häxeri, däribland nio barn; av vilka 10 avrättades (av vilka en man). Denna process anses vara den kanske första masshäxprocess som till stor del grundades på barns vittnesmål, något som senare kom att bli vanligare. I Mainz utgavs ett verk om processen, som beskrev just fenomenet med barnvittnen i häxprocesser utifrån denna process. Processen avslutades stannade av 1631, men återupptogs 1633, då elva av 60 åtalade avrättades, och avslutades 1634, när 16 kvinnor avrättades efter att ha utpekats av skolpojkar. Häxprocessen i Wertheim sköttes under rådgivning från Häxprocessen i Würzburg, men blev trots detta relativt återhållsam, då grevarna av Wertheim utsatte den juridiska processen för kritik och förbehöll sig rätten att bekräfta samtliga dödsdomar innan de utfördes, och då ofta mildrade dem.
Häxjakten i staden utbröt återigen 1642, och varade då till 1644. En 11-årig flicka utpekade då änkan Anna Senkeisen, som i sin tur angav 8 kvinnor, av vilka 3 angav ytterligare 10, bland dem värdshusvärden Johann Hotz, 71, och dennes fru Anna Hotz, 57, vilkas fall blev uppmärksammat. De erkände båda för att undvika tortyr, men tog sedan tillbaka sin bekännelse och förklarade öppet orsaken till sina bekännelser, vilket ledde till att staden bad Ingolstadt och Magdeburg om råd. De avrättades slutligen 1644, vilket ledde till protester från Annas bror Nicolaus Schürer, som förklarade att hans syster och svåger var martyrer av folks avund. Han dömdes för domstolstrots, men fallet orsakade en kris i allmänhetens förtroende för domstolen och med undantag för ett isolerat fall 1648 tilläts sedan inga fler häxprocesser i Wertheim.